# Odonkvast
Odonkvast (Exobasidium vaccinii-uliginosi) är en svampart som beskrevs av Boud. 1894. Odonkvast ingår i släktet Exobasidium och familjen Exobasidiaceae.  Arten är reproducerande i Sverige. Inga underarter finns listade i Catalogue of Life.